# Островка (приток Тяновки)
Островка — река в России, протекает в Рязанской и Тамбовской областях. Левый приток Тяновки.

## География
Река берёт начало у села Островка Сараевского района Рязанской области. Течёт на юго-восток по территории Моршанского района. Устье реки находится в 5 км по левому берегу реки Тяновка. Длина реки составляет 34 км. 

## Данные водного реестра
По данным государственного водного реестра России относится к Окскому бассейновому округу, водохозяйственный участок реки — Цна от города Тамбов и до устья, речной подбассейн реки — Мокша. Речной бассейн реки — Ока.
По данным геоинформационной системы водохозяйственного районирования территории РФ, подготовленной Федеральным агентством водных ресурсов:
- Код водного объекта в государственном водном реестре — 09010200312110000029485
- Код по гидрологической изученности (ГИ) — 110002948
- Код бассейна — 09.01.02.003
- Номер тома по ГИ — 10
- Выпуск по ГИ — 0